# ليزلي بيكر
ليزلي بيكر (19 مايو 1904 في المملكة المتحدة - 9 أغسطس 1976 في المملكة المتحدة) (بالإنجليزية: Leslie Baker)‏ هو لاعب كريكت بريطاني وبريطاني (وحمل سابقاً جنسية المملكة المتحدة لبريطانيا العظمى وأيرلندا). لعب مع Buckinghamshire County Cricket Club ‏ والمقاطعات الوطنية للكريكيت الإنجليزي والويلزي ‏.

## وصلات خارجية
- ليزلي بيكر على موقع إي آس بي آن كريك إنفو (الإنجليزية)